# París-Tours sub-23
La París-Tours sub-23 (en francès Paris-Tours Espoirs) és una competició ciclista francesa d'un sol dia que es disputa anualment durant el mes d'octubre. És la germana petita de la París-Tours i està dirigida a ciclistes menors de 23 anys. Forma part del calendari de l'UCI Europa Tour
Entre els vencedors destaquen ciclistes del nivell de Tom Boonen, Thor Hushovd, Samuel Dumoulin o Nicolas Jalabert.

## Palmarès
| Any  | Vencedor                | Segon                   | Tercer                  |
| ---- | ----------------------- | ----------------------- | ----------------------- |
| 1991 | Lars Michaelsen         | Kim Marcussen           | David Orcel             |
| 1992 | Arvis Piziks            | Jaan Kirsipuu           | Mika Hietanen           |
| 1993 | Cyril Saugrain          | Eric Bourout            | Hervé Boussard          |
| 1994 | Nicolas Jalabert        | Franck Ramel            | Hervé Arsac             |
| 1995 | Pascal Giguet           | Pierre-Yves Archambault | Stéphane Conan          |
| 1996 | Franck Perque           | Samuel Plouhinec        | Guillaume Auger         |
| 1997 | Miguel van Kessel       | Kurt Asle Arvesen       | Ludovic Capelle         |
| 1998 | Thor Hushovd            | Andy Flickinger         | Nuno Marta              |
| 1999 | Gorik Gardeyn           | Sandy Casar             | Sébastien Talabardon    |
| 2000 | Tom Boonen              | Stefan Adamsson         | Ronald Mutsaars         |
| 2001 | Samuel Dumoulin         | Mikhail Timochine       | Anthony Geslin          |
| 2002 | Maryan Hary             | Gregor Willwhol         | Geoffroy Lequatre       |
| 2003 | Mathieu Claude          | Marc Staelen            | Johnny Hoogerland       |
| 2004 | Vincent Jérôme          | Giovanni Bernaudeau     | Sébastien Minard        |
| 2005 | Fabien Patanchon        | Maxime Vantomme         | Tomasz Smolen           |
| 2006 | Huub Duyn               | Greg Van Avermaet       | Stijn Neirynck          |
| 2007 | Jürgen Roelandts        | Florian Vachon          | Jan Bakelants           |
| 2008 | Tony Gallopin           | Romain Zingle           | Julien Fouchard         |
| 2009 | Mathieu Halleguen       | Kris Boeckmans          | Nicolas David           |
| 2010 | Jelle Wallays           | Romain Guillemois       | Thomas Welter           |
| 2011 | Fabien Schmidt          | Gijs Van Hoecke         | Angelo Tulik            |
| 2012 | Taruia Krainer          | Warren Barguil          | Maxime Renault          |
| 2013 | Flavien Dassonville     | Daan Olivier            | Olivier Le Gac          |
| 2014 | Mike Teunissen          | Martijn Tusveld         | Sam Oomen               |
| 2015 | Sam Oomen               | Martijn Tusveld         | Maxime Farazijn         |
| 2016 | Arvid de Kleijn         | Jules Roueil            | Nicolas Primas          |
| 2017 | Jasper Philipsen        | Milan Menten            | Gerben Thijssen         |
| 2018 | Marten Kooistra         | Erik Nordsæter Resell   | Nils Eekhoff            |
| 2019 | Alexys Brunel           | Joël Suter              | Jonas Iversby Hvideberg |
| 2020 | Rune Herregodts         | Jordi Meeus             | Florian Dauphin         |
| 2021 | Jonas Iversby Hvideberg | Casper van Uden         | Marijn van den Berg     |
| 2022 | Per Strand Hagenes      | Mathis Le Berre         | Tomáš Kopecký           |
| 2023 | Sakarias Koller Løland  | Pierre-Pascal Keup      | Pierre Thierry          |